# Schuhhof 6 (Quedlinburg)

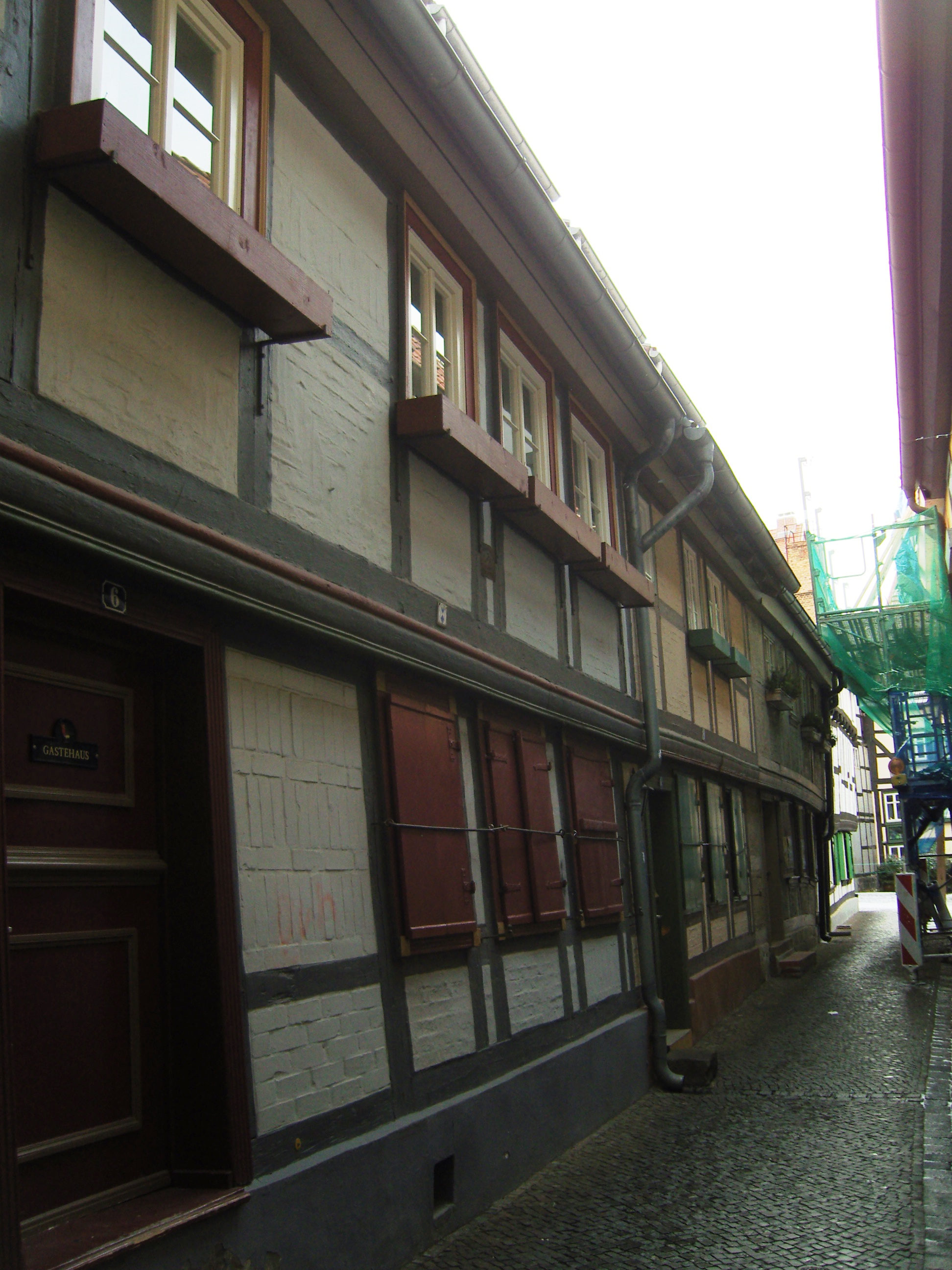
Haus Schuhhof 6

Das Haus Schuhhof 6 ist ein denkmalgeschütztes Gebäude in der Stadt Quedlinburg in Sachsen-Anhalt.

## Lage
Es befindet sich in einer kleinen Gasse östlich des Quedlinburger Marktplatzes.

## Architektur und Geschichte
Im Quedlinburger Denkmalverzeichnis ist das kleine Fachwerkhaus als Handwerkerhaus eingetragen. Es gehört zum UNESCO-Weltkulturerbe und entstand in der Zeit um 1760. Als Verzierungen finden sich an der Fachwerkfassade eine profilierte Bohle und eine Zierausmauerung der Gefache. Die Haustür stammt aus der Zeit des Spätbarock.